# Жонта, Петер
Пе́тер Жо́нта (словен. Peter Žonta; род. 9 января 1979 года) — словенский прыгун с трамплина. Призёр Олимпийских игр в командном первенстве.

## Карьера
Заниматься прыжками с трамплина Петер Жонта начал в шестилетнем возрасте в Любляне.
В Кубке мира дебютировал 8 декабря 1995 года в австрийском Филлахе, где занял 46-е место. Месяц спустя на последнем этапе Турне четырёх трамплинов в Бишофсхофене набрал первые кубковые очки, став пятнадцатым. В том же 1996 году стал бронзовым призёром молодёжного чемпионата мира в командном первенстве. Через год на таком же первенстве стал чемпионом мира вместе с командой.
В 1997 году дебютировал на чемпионате мира. В личных соревнованиях Жонта не смог пробиться в тридцатку лучших, а в команде стал девятым. На Олимпийских играх в Нагано словенец показал 39-е место на нормальном трамплине, 28-е на большом, а в командном первенстве словенцы замкнули десятку лучших.
На чемпионате мира 1999 года в Рамзау Жонта показал лучшие результаты в карьере, став 15-м на большом трамплине и пятым в составе команды. На Играх в Солт-Лейк-Сити словенец дважды был 13-м в индивидуальных стартах, а в командном турнире словенцы, за которых выступали также Дамьян Фрас, Роберт Кранец и  Примож Петерка неожиданно заняли третье место, завоевав бронзовые медали.
В начале 2004 года Петер Жонта одержал свою единственную в карьере победу, выиграв третий этап Турне четырёх трамплинов в Инсбруке. Победа словенца помешала норвежцу Сигурду Петтерсену выиграть все четыре этапа того Турне. На следующем этапе в Бишофсхофене Жонта был вторым. По итогам Турне словенец замкнул тройку лучших, а по итогам сезона занял десятое место.
В 2005 году Жонта получил тяжёлую травму, которая надолго выбила его из состава команды и не позволила принять участие на Играх в Турине.
В 2007 году словенец вернулся в сборную, выступил на чемпионате мира в Саппоро, но не смог вернуть прежнюю форму и завершил спортивную карьеру в возрасте 28 лет. Служил в словенской полиции.